# Richard Croft
Richard Croft (Cooperstown, 1º gennaio 1959) è un tenore statunitense, che è spesso caratterizzato come tenore lirico o "tenore mozartiano".

## Biografia
Richard Croft ha debuttato negli Stati Uniti (al Metropolitan Opera, la Houston Grand Opera, l'Opera Nazionale di Washington e Dallas), cantando i ruoli più importanti di Mozart e Rossini, prima di essere invitato sui principali palcoscenici internazionali: Festival di Salisburgo, Opera di Parigi, Staatsoper Berlin, Opernhaus Zürich, Glyndebourne Festival, Theater an der Wien, tra gli altri).
Richard Croft è professore di canto presso l'University of North Texas College of Music dal 2004.
Suo fratello, Dwayne Croft, è un baritono lirico. Entrambi i fratelli Croft hanno cantato ruoli principali in opere a tema storico del compositore Philip Glass: Richard ha interpretato il Mahatma Gandhi in Satyagraha e Dwayne ha interpretato Robert E. Lee nella produzione di debutto di Appomattox. Ha anche interpretato il ruolo di Loge nella produzione del Metropolitan Opera del 2012 de L'oro del Reno di Wagner diretta da Robert Lepage, insieme a suo fratello Dwayne nel ruolo di Donner.